# Hôtel de Sallegourde
L'hôtel de Sallegourde est un édifice français implanté à Périgueux dans le département de la Dordogne, en région Nouvelle-Aquitaine. Il a été édifié au XVe siècle.
Il est partiellement inscrit au titre des monuments historiques.

## Présentation
L'hôtel de Sallegourde se situe en Périgord, au centre du département de la Dordogne, en rive droite de l'Isle, à Périgueux. C'est un immeuble sis au 8 rue Aubergerie, à l'angle de cette rue et de l'impasse de la Gaîté, dans le secteur sauvegardé du centre-ville, à moins de 200 mètres de la cathédrale Saint-Front.

## Histoire
À l'époque où Louis XI régnait sur la France, l'hôtel de Sallegourde est  construit vers 1475 sous l'impulsion d'un bourgeois, Arnaud de Séguy, consul de Périgueux par trois fois.
Ultérieurement, l'hôtel passe à la famille de Makanan de Sallegourde.
Le 12 janvier 1931, il est inscrit au titre des monuments historiques pour sa tour et sa tourelle.
En 1984, l'immeuble est réhabilité en habitations à loyer modéré.

## Architecture
L'impasse de la Gaîté longe le logis à cinq niveaux dont le pignon ouest donne sur la rue Aubergerie. À l'angle de la rue et de l'impasse, une haute tour octogonale, qui est accolée au logis, reçoit un escalier en colimaçon. Elle est partiellement entourée de mâchicoulis. En haut de la tour, un second escalier à vis se loge dans une tourelle ronde d'où l'on accède à une terrasse qui permet de surveiller les alentours.

## Galerie d'images

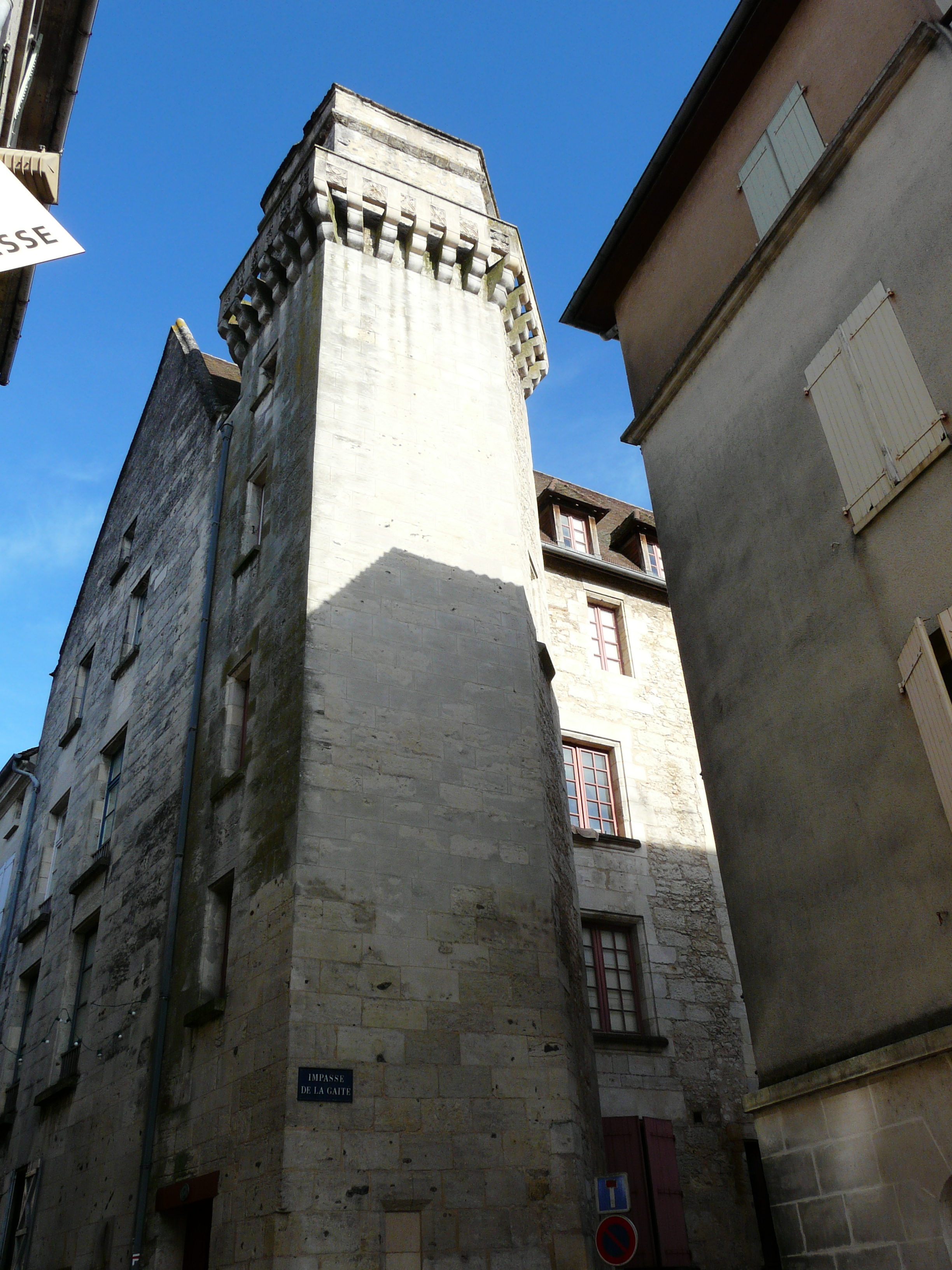
La tour octogonale.
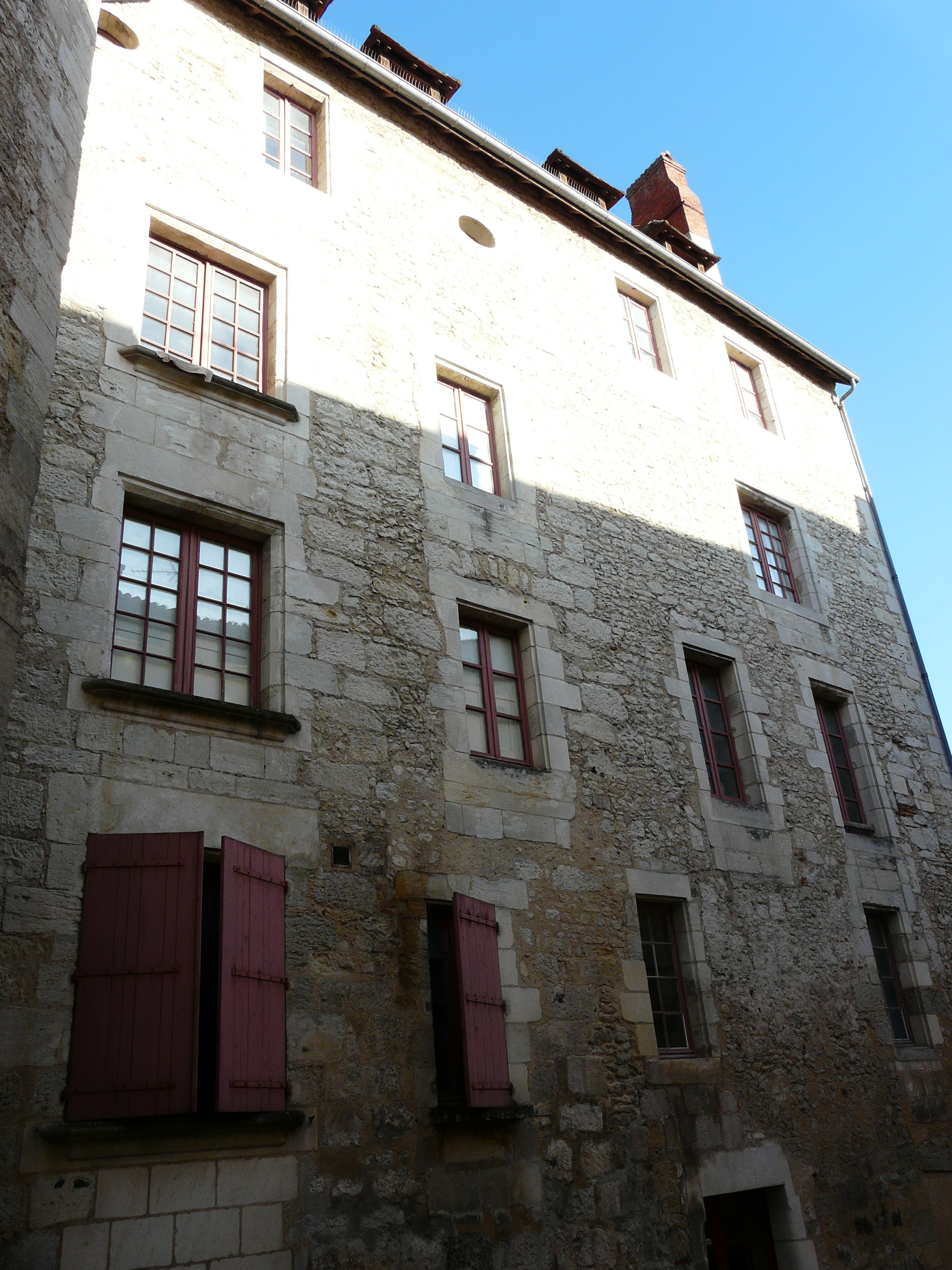
Le logis dans l'impasse de la Gaîté.
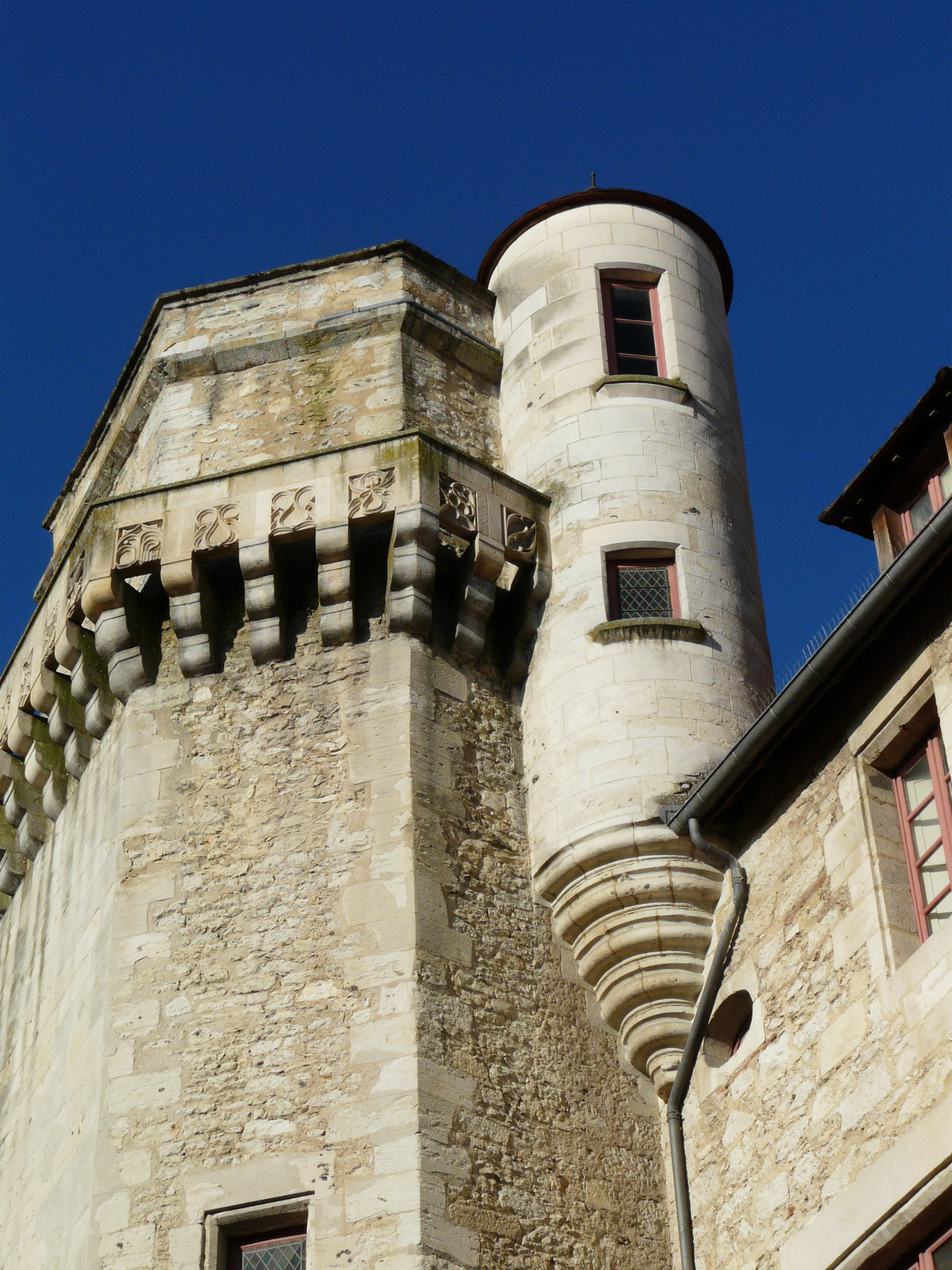
La tourelle et le haut de la tour.
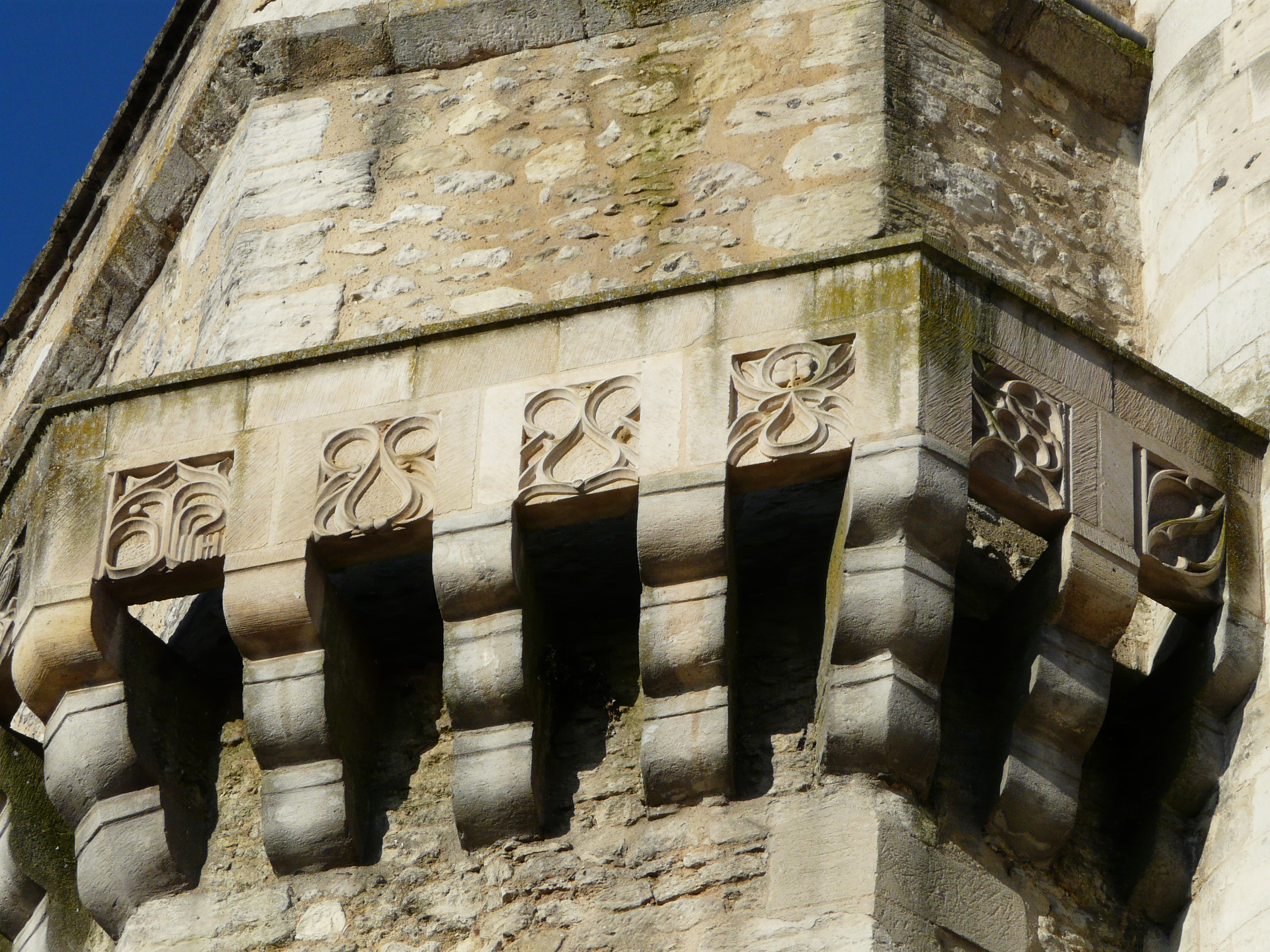
Les mâchicoulis sculptés de la tour.